# 博蒙皮耶德伯夫 (马耶讷省)
博蒙皮耶德伯夫（法語：Beaumont-Pied-de-Bœuf，法語發音：[bomɔ̃ pje də bœf]）是法国马耶讷省的一个市镇，位于该省东南部，属于贡捷堡区。同名市镇在相邻的萨尔特省亦有出现。

## 地理
博蒙皮耶德伯夫（47°54'18"N, 0°25'56"W）面积13.31 平方千米，位于法国卢瓦尔河地区大区马耶讷省，该省份为法国西北部内陆省份，北起芒什省和奧恩省，西接伊勒-维莱讷省，南至曼恩-卢瓦尔省，东临萨尔特省。
与博蒙皮耶德伯夫接壤的市镇（或旧市镇、城区）包括：欧韦尔勒阿蒙、圣卢迪多拉、布埃尔、勒比雷、普雷欧、圣布里斯、瓦勒迪曼恩。

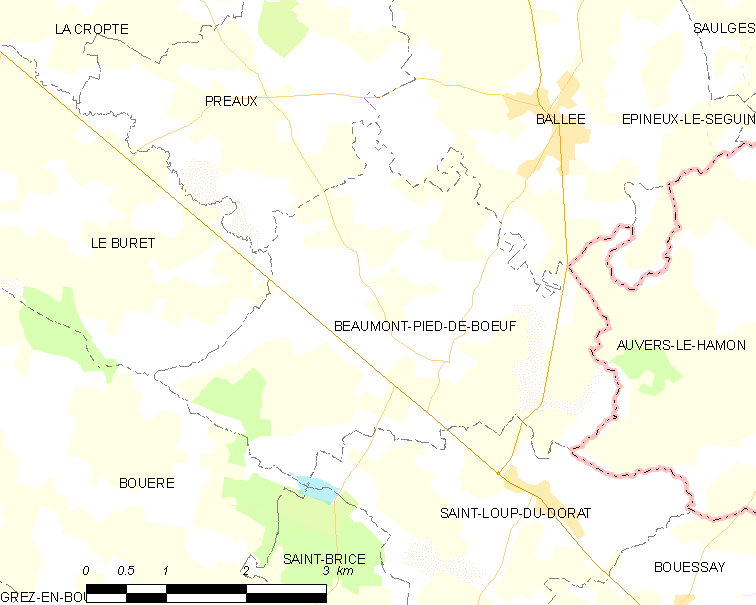
的OSM定位图

博蒙皮耶德伯夫的时区为UTC+01:00、UTC+02:00（夏令时）。

## 行政
博蒙皮耶德伯夫的邮政编码为53290，INSEE市镇编码为53027。

## 政治
博蒙皮耶德伯夫所属的省级选区为梅莱迪迈讷县。

## 人口

1962-2008年间人口变化图示

博蒙皮耶德伯夫于2022年1月1日时的人口数量为203人。